# Giretsu Kūteitai
Die Giretsu Kūteitai (jap. 義烈空挺隊, dt. „Giretsu-Luftlandeeinheit“) war eine Kommando-Einheit, die am 24. Mai 1945 während des Pazifikkrieges die Luftlandeoperation Gigō Sakusen (義号作戦) auf der von US-Truppen besetzten Insel Okinawa durchführte, um dort stationierte Flugzeuge, Flugplatzinstallationen sowie Treibstofflager unschädlich zu machen. Die Giretsus waren Bestandteil der Dai-1 Teishin Shūdan (1. Luftsturmdivision) der Fallschirmtruppe  des Kaiserlich Japanische Heeres.
Unter hohen Verlusten konnten zwei der zwölf eingesetzten Transportmaschinen eine Bruchlandung auf Okinawa machen. Die dabei eingesetzten japanischen Fallschirmjäger konnten neun Flugzeuge zerstören, 22 Flugzeuge beschädigen und ein Treibstofflager mit 250.000 Litern in Brand setzen. Alle Fallschirmjäger kamen bei dem Einsatz ums Leben. Die verursachten Schäden konnten bereits wenige Tage später repariert bzw. ersetzt werden.

## Planung

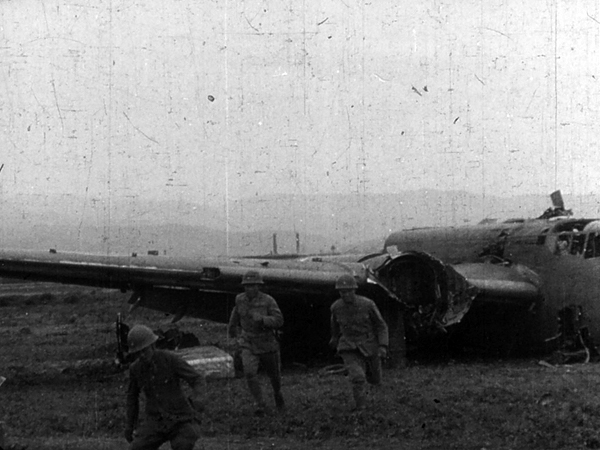
Angehörige der Giretsu Kūteitai üben das Anbringen von Sprengladungen an einem aus Aluminium bestehenden, einer B-29 ähnlichem, Modell.

Am 24. November 1944 warfen zum ersten Mal B-29 Bomber ihre Last über Tokio ab. Da die B-29 von den Marianen aus gestartet waren, wurde die 1. Luftsturmbrigade beauftragt, eine Einheit zusammenzustellen, die den dortigen Flugplatz angreifen sollte und die dortigen B-29 zerstören sollte. Hauptmann Okuyama Michiro, der Kommandeur der Pioniere des 1. Luftsturmregiments, wurde mit dem Kommando der Einheit betreut. Hauptmann Okuyama war einer der Gründungsmitglieder der Heeres-Fallschirmtruppe 1940 gewesen und war daher bei Offizieren und Mannschaften hoch angesehen. Viele Fallschirmjäger meldeten sich freiwillig für das Unternehmen, aus denen Okuyama 126 Männer für die Selbstmordaktion auswählte. Die Einheit erhielt den Namen Giretsu Kuteitai (Giretsu steht für „Heldenmut“). Die Männer wurden in fünf Züge aufgeteilt: 1. Zug: Leutnant Utsuki, 2. Zug: Leutnant Sugata, 3. Zug: Hauptmann Watabe, 4. Zug: Leutnant Murakami, 5. Zug: Leutnant Yamada.
Am 5. Dezember 1944 wurde die Einheit auf die Akademie der Heeresluftstreitkräfte in Saitama verlegt. Dort übten die Fallschirmjäger das Anbringen von Sprengsätzen an einem maßstabsgetreuen B-29 Modell. Da Typ-99-Magnetladungen nicht an die aus Aluminium bestehenden B-29 angebracht werden konnten, wurden zwei Alternativen entwickelt. Eine 2 Kilogramm schwere Sprengladung wurden an einer Stange befestigt, die am Ende einen Saugnapf hatte, der an der B-29-Tragfläche befestigt werden sollte. Anschließend konnte eine Schnur gezogen werden, die die Zündschnur und damit verzögert den Sprengsatz auslöste. Die zweite Sprenglösung war eine ca. 5 Meter lange Schnur mit einem kleinen Sandbeutel an einem Ende, an der Sprengsätze befestigt waren. Diese sollte dann über den Flügel geworfen werden.
Die Giretsu Kūteitai durchliefen intensives Training und demonstrierten ihr Können während einer Nachtübung am 22. Dezember vor höheren Offizieren, die von der Ninja-artig ausgeführten Übung begeistert waren.
Während die Fallschirmjäger einsatzbereit waren, kam es bei der Vorbereitung der Piloten der Transportmaschinen zu Verzögerungen. Die 3. Unabhängige Flieger-Einheit unter Hauptmann Suwabe Chuichi war mit dem Transport der Giretsu beauftragt worden, doch schulten seine Piloten derzeit auf die Mitsubishi Typ 97 Sally Bomber um. Trotzdem wurde für den 17. Januar 1945 der Angriff vorgesehen, doch US-Luftangriffe auf Iwojima beschädigten das dortige Flugfeld, das für das Auftanken der Transporter vorgesehen gewesen war. Das Unternehmen wurde daraufhin abgebrochen und die Giretsu-Fallschirmjäger kehrten nach Nyutabaru zur 1. Luftsturmbrigade zurück.
Kurzzeitig existierten Pläne, nach der alliierten Landung auf Iwojima das Flugfeld anzugreifen, doch die japanische Inselbesatzung wurde bis zum 26. März 1945 vernichtet und auch dieser Plan wurde fallengelassen. Während dieser Wochen bestand die Giretsu-Einheit nach wie vor weiter – jederzeit zum Einsatz bereit. Die Wartezeit nagte an den Fallschirmjägern, die, sich freiwillig zu einer Selbstmordaktion gemeldet, sich gedanklich bereits mit dem Tod auseinandergesetzt hatten. 
Am 1. April waren US-Truppen auf Okinawa gelandet und kurz darauf stationierten die Amerikaner Jäger auf der Insel, die die japanischen Shimpū Tokkōtai (Kamikaze) abfangen sollten. Aus diesem Grund forderte die Führung der Luftarmee 6 beim Kaiserliche Generalhauptquartier die Giretsu-Einheit an. Das Unternehmen zum Angriff auf Okinawa wurde Operation Gi-gō genannt.
Die Giretsu Kūteitai und die 3. Unabhängige Flieger-Einheit wurden nach Kyushu auf das Kengun Flugfeld verlegt. Zur Verfügung standen 16 Typ 97 Sally Bomber für die Operation und vier Sally Bomber in Reserve. Auf Bewaffnung der Bomber wurde verzichtet, um Gewicht zu sparen. Acht Maschinen waren vorgesehen, Hauptmann Okuyama und den 1., 2. und 5. Zug nach Yontan zu fliegen. Vier Maschinen sollten Hauptmann Watabe und den 3. und 4. Zug nach Kadena transportieren. Der Plan sah vor, dass die Einheiten gegen Abend von Kengun aus starten und gegen Mitternacht eine Notlandung auf den US-Flugplätzen auf Okinawa machen sollten. Die Giretsu Kutetei sollten zuerst Flugzeuge und Gebäude zerstören, danach in näherer Umgehung in Stellung gehen, um Reparaturarbeiten, sowie Starts und Landungen mit Maschinengewehrfeuer zu ver- und behindern. Fast 50 Heeres- und Marine-Bomber und -Jäger würden kurz vor der Landung der Fallschirmjäger die Flugfelder angreifen, um die Amerikaner von dem Anmarsch derselben abzulenken. Für den Tag nach dem Angriff war geplant, dass 180 Marine- und Heeres-Kamikaze und über 30, konventionelle und auch Ōka-Bomben tragende, Bomber die US-Schiffe angreifen würden.

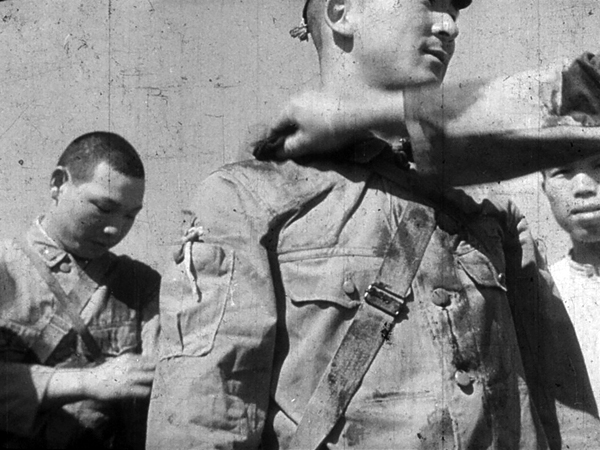
Giretsu Kuteitais verbessern den Tarneffekt ihrer Uniformen, in dem sie sie mit schwarzer Farbe einschmieren.

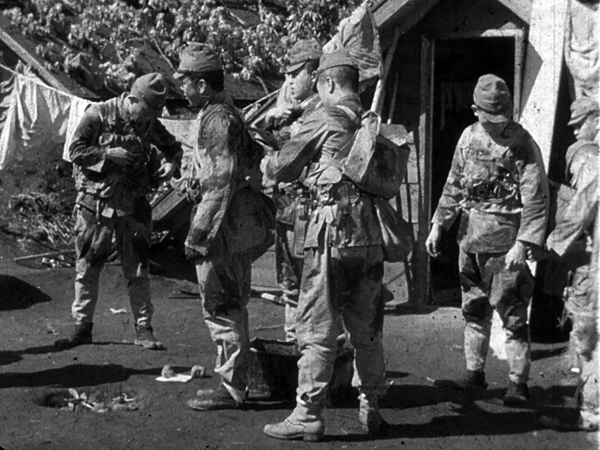
Die Soldaten helfen sich gegenseitig, um die Tarnung der Uniform und Ausrüstungsgegenstände zu erhöhen.

Für den Angriff wurde allen Giretsu Kūteitais befohlen, sich zusätzliche Tarnung auf ihre olivgrüne Uniform anzubringen. Dazu wurde schwarze Farbe auf Uniform und Ausrüstungsteile wahllos aufgetragen, was zu einer zusätzlichen Tarnung führte.

## Gliederung der Giretsu Kūteitai
Führungsstab (10 Mann)
- Leichtes Maschinengewehr-Trupp
- Meldegänger-Trupp
- Fernmelde-Trupp

1. bis 5. Zug (gleiche Gliederung). Jeder Zug gliederte sich in zwei Halbzüge, die folgendermaßen gegliedert waren:
- 1. Trupp (Zugführer und 4 Mann). Bewaffnung: 1 Gewehr Typ 99, 2 Maschinenpistolen Typ 100, 2 Stabsprengsätze, 4 Panzerabwehrminen Typ 99
- 2. Trupp (3 Mann). Bewaffnung: 1 Gewehr Typ 99, 1 leichtes Maschinengewehr Typ 99, 1 Stabsprengsatz, 4 Panzerabwehrminen Typ 99
- 3. Trupp (3 Mann). Bewaffnung: 1 Gewehr Typ 99, 1 Maschinenpistole Typ 100, 1 Stabsprengsatz, 4 Panzerabwehrminen Typ 99
- 4. Trupp (3 Mann). Bewaffnung: 1 Gewehr Typ 99, 1 Maschinenpistole Typ 100, Granatwerfer Typ 89, 1 Stabsprengsatz, 4 Panzerabwehrminen Typ 99

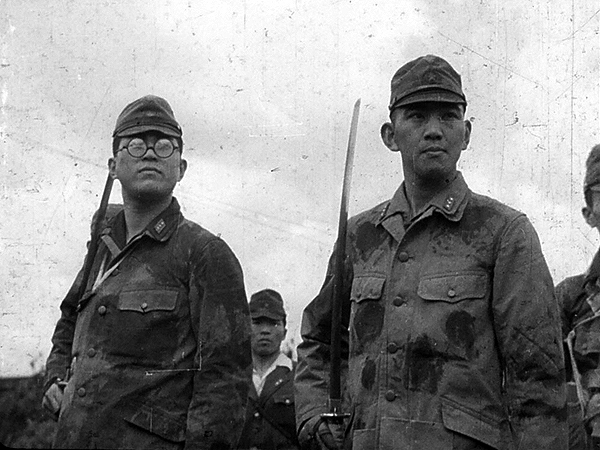
Hauptmann Okyama (links) gibt vor dem Abflug nach Okinawa eine letzte Ansprache an seine Soldaten. Neben ihm steht Hauptmann Watabe, Führer des 3. Zuges.

## Der Angriff
Der Angriff war für den 23. Mai 1945 geplant, aber schlechtes Wetter über Okinawa zwang die Einheit, den Termin um einen Tag zu verschieben. Als die Kommando-Soldaten sich am nächsten Tag auf dem Flugfeld versammelten war die Kampfmoral und die Stimmung hoch, obwohl keiner der Männer mit einer Rückkehr rechnete. Vor dem Start wurde eine kurze Zeremonie abgehalten, die aus einer Ansprache und einem Schluck Sake bestand. Im Anschluss wurden die Transportflugzeuge bestiegen und um 18:50 Uhr am 24. Mai starteten 16 Bomber Richtung Südwest zu ihrem 770 Kilometer langen Flug nach Okinawa. Vier der Bomber mussten wegen technischen Problemen zur Basis zurückfliegen. 

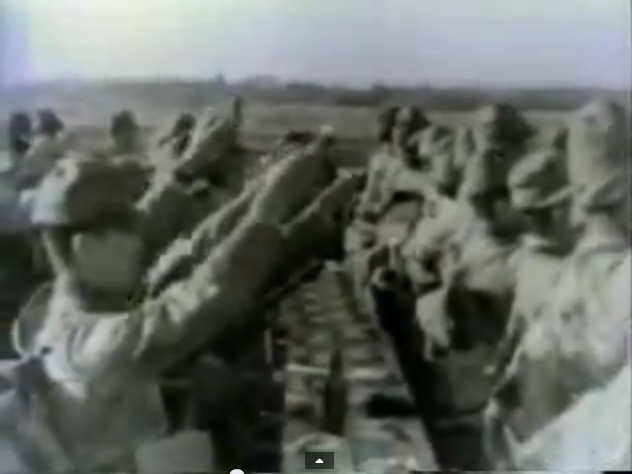
Giretsu Kūteitai erheben in einer kurzen Zeremonie eine Schale Sake oder Wasser vor ihrem Abflug (Ausschnitt aus einer japanischen Wochenschau).

Während des Fluges verblieben die zurückgebliebenen Fallschirmjäger und das Bodenpersonal neben Lautsprechern, die per Funk mit den Transportmaschinen verbunden waren. Um 22:10 Uhr hörte sie die Meldung „In Kürze Landung!“, worauf alle jubelten. Eine halbe Stunde später waren amerikanische Funkmeldungen zu hören, die von einem Überfall auf das Yontan Flugfeld sprachen. Japanische Aufklärer bestätigten, eine große Feuerquelle auf der Insel zu sehen.

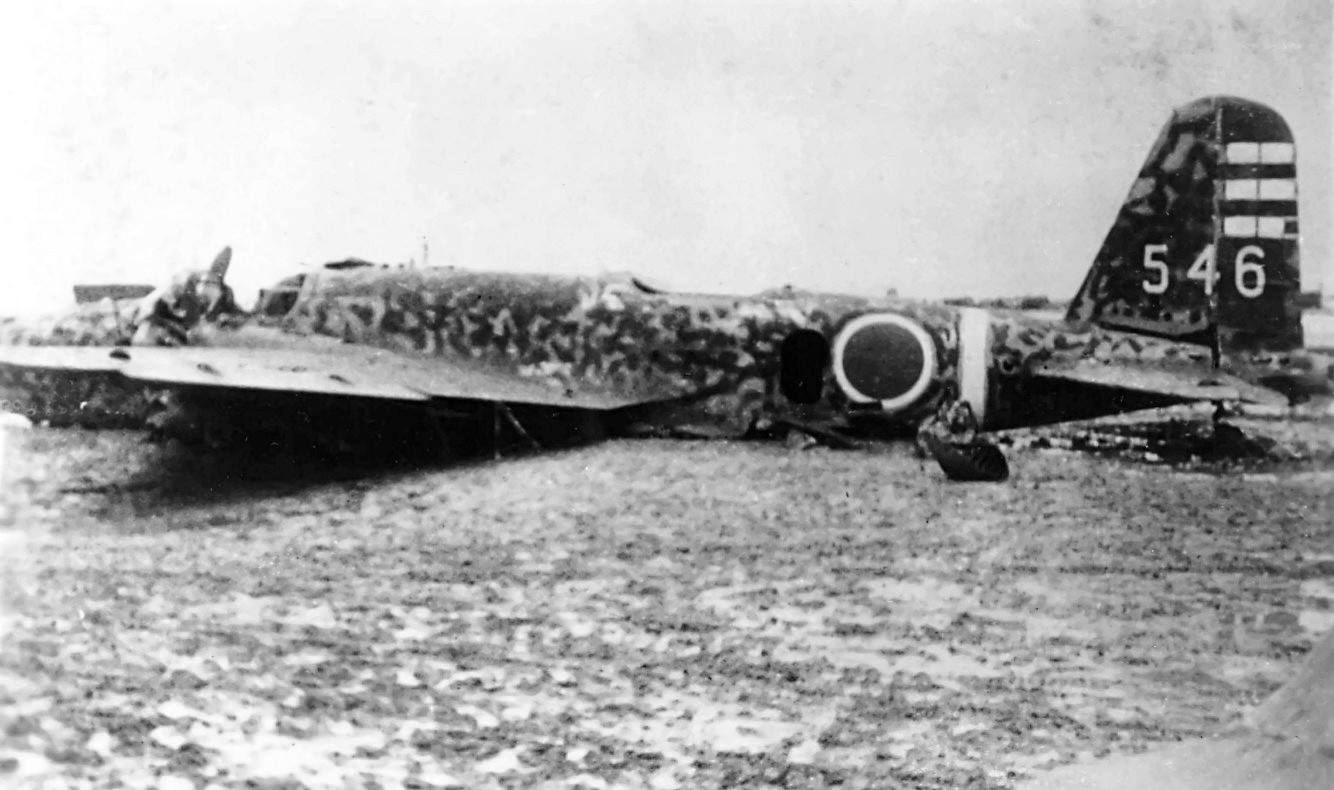
Eine der beiden bruchgelandeten Mitsubishi Ki-21 Bomber auf dem Yontan Flugfeld.

Kurz zuvor hatten Kamikaze die US-Fregatten angegriffen, die rund um Okinawa lagen und den Luftraum per Radar überwachten. Ab 20:00 Uhr griffen japanische Jagdflugzeuge die Flugfelder auf Okinawa an, dicht gefolgt von den tieffliegenden Bombern mit den Giretsu Kukeitai. Die Flak der US-Marines und des US-Heeres eröffnete das Feuer und schoss elf zwei-motorige Flugzeuge ab. Die japanischen Bomber, die das Yontan Flugfeld bombardieren sollten, verfehlten das Ziel. Um 21:25 Uhr machte eine Sally einen extrem niedrigen Anflug, wurde dabei aber auch abgeschossen. Um 22:30 Uhr setzen drei weitere Transportflugzeuge zur Landung auf Okinawa an, doch auch dieses Trio wurde abgeschossen und schlug neben dem Flugfeld auf. Dabei wurde eine Flak-Stellung durch einen Flügel eines der Transportflugzeuge getroffen, wobei zwei Mann der Flak-Besatzung ums Leben kamen. Aus einem der bruchgelandeten Sally’s konnten sich einige Giretsus befreien und griffen umgehend an. Eine fünfte Sally machte eine Bauchlandung auf der Nordwest-Südost-Landebahn und kam 70 Meter vor dem Tower zum Stehen. Ca. 12 Japaner kletterten aus dem Flugzeug, warfen Granaten und Sprengladungen und feuerten wild um sich. Zwei Treibstofflager mit über 250.000 Litern ging in Flammen auf. Die Hölle brach aus, als auch Marines, Bodenpersonal, Flak-Personal und Flugfeldsicherung in alle Richtungen durcheinanderschossen. Wahrscheinlich wurden durch Eigenbeschuss 18 US-Soldaten verwundet, einer getötet und parkende Flugzeuge beschädigt.

## Verluste

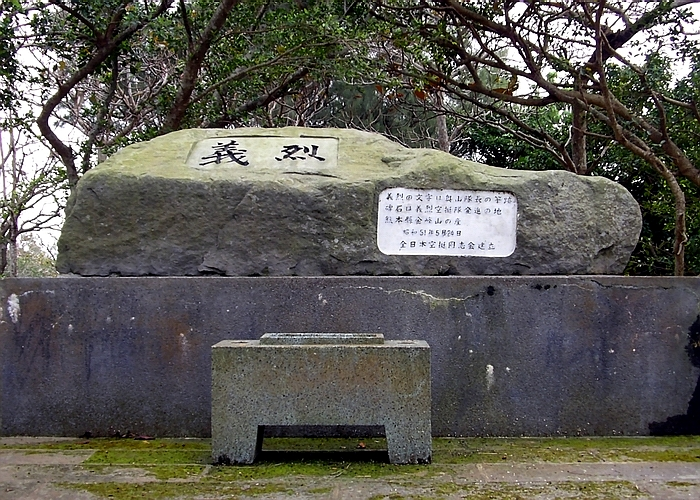
Gedenkstein für die Giretsu Kuteitais in Itoman, Okinawa.

Alle Soldaten der Giretsu Kūteitai wurden getötet. Der Letzte wurde am nächsten Tag gegen 12:55 Uhr im Unterholz gefunden. Die Amerikaner fanden 69 japanische Leichen, die sie bestatteten. Einige der Leichen wiesen Suizidspuren auf. Die Amerikaner hatten drei F4U Corsair Jagdflugzeuge, zwei PB4Y Patrouillenbomber und vier R4D (C-47) Transporter verloren. 22 F4Us, drei F6F Hellcat Jagdflugzeuge, zwei PB4Ys und zwei R4Ds waren beschädigt worden.
Bei den Kamikaze-Angriffen am 25. und 27. Mai wies nichts darauf hin, ob der Giretsu-Angriff die Anzahl der amerikanischen Jagdflugzeuge reduziert hatte oder nicht. Nach wie vor war eine überwältigende Anzahl von US-Jägern in der Luft, die die Flotte verteidigte. Das Flugfeld Yontan war bereits am Nachmittag des 25. Mai wieder einsatzbereit und die beschädigten Flugzeuge waren innerhalb weniger Tage repariert.

## Folgen
Auch nach dem, mit zweifelhaften Erfolg, ausgeführten Giretsu-Angriff war die japanische Führung gewillt, weitere, ähnliche Operationen ausführen zu wollen. Einige Monate später sollten erneut die Flugfelder auf Okinawa angegriffen werden. Bei dem geplanten Angriff sollten zwölf Geländewagen Typ 95, bewaffnet mit 2-cm-Maschinenkanonen Typ 98 mit Ku-8-Gleitern abgesetzt werden. Die Fahrer wurden aus dem 1. Luftsturm-Panzer-Regiment und die Kanoniere aus der 1. Luftsturmbrigade ausgewählt. Die Führung der Truppe wurde Hauptmann Hirota Toshio übertragen. Anfang August 1945 wurde die Einheit auf den Fussa Flugplatz in der Nähe von Tokio verlegt, die Ausführung der Operation auf Ende August geplant. Es kam jedoch nie zur Ausführung, da Japan am 15. August seine Absicht bekannt gab zu kapitulieren.